# 圣乔治-德拉里金韦尔达
圣乔治-德拉里金韦尔达（義大利語：San Giorgio della Richinvelda）是意大利波代诺内省的一个市镇。总面积47平方公里，人口4655人，人口密度99.0人/平方公里（2009年）。ISTAT代码为093038。